# Volta del crani
La volta del crani, calota o calvària és la part superior òssia del crani. És la part de dalt del neurocrani i cobreix la cavitat cranial, que conté el cervell. Així mateix, és el principal component del dermatocrani.
Es compon de les parts superiors dels ossos frontal, occipital i parietals. En el crani humà, les sutures que connecten els ossos solen restar flexibles durant els primers anys de vida, de manera que es poden palpar les fontanel·les. El tancament prematur d'aquestes sutures es coneix com a craniosinostosi.